# Панин, Александр Павлович
Александр Павлович Панин — советский государственный и партийный деятель.

## Биография
Родился в 1902 году в Томске. Член ВКП(б) с 1920 года.
В 1920—1971 гг. — ответственный секретарь Колыванского волостного комитета РКСМ, Ново-Николаевского губернского комитета РКСМ, Иркутского губернского комитета РКСМ, член Сибирского бюро ЦК РКСМ, инженер-исследователь, начальник Специального отдела Мариупольского металлургического завода имени Ильича, партийный организатор ЦК ВКП(б) Мариупольского металлургического завода имени Ильича, директор завода № 264 (ныне — Волгоградский судостроительный завод), старший инженер-диспетчер Главного управления Народного комиссариата судостроительной промышленности СССР, уполномоченный Государственного комитета обороны СССР на Уральском заводе тяжёлого машиностроения, заведующий Отделом танковой промышленности Свердловского областного комитета ВКП(б), секретарь Свердловского областного комитета ВКП(б) по танковой промышленности, 2-й секретарь Свердловского областного комитета ВКП(б), в ЦК ВКП(б) — КПСС, заместитель министра транспортного машиностроения СССР, заместитель председателя Государственной плановой комиссии РСФСР, советник Посольства СССР в Чехословакии по экономическим вопросам.
Избирался депутатом Верховного Совета РСФСР 2-го созыва.
Умер в 1979 году в Москве.

## Награды
- Орден Трудового Красного Знамени (08.02.1947) — «за достигнутые успехи в развитии сельского хозяйства в 1946 году, выполнение государственного плана хлебозаготовок и своевременное обеспечение семенами весеннего сева»